# Monumentul ostașului român din Carei
Monumentul ostașului român din Carei este un monument istoric aflat pe teritoriul orașului Carei.
Amplasat în centrul municipiului, monumentul este opera sculptorului Gheza Vida și a arhitectului Anton Dâmboianu. Inaugurat în anul 1964, în prezența ministrului Forțelor Armate de atunci, Leontin Sălăjan, complexul monumental este realizat din piatră albă și are dimensiuni impresionante: deschiderea frontală de 18 m, adâncimea de 5 m și înălțimea de 12 m. Acest însemn comemorativ se compune din cinci elemente cu semnificații simbolice: un cap de țăran, care inspiră demnitate și statornicie (simbolul răscoalelor țărănești), o poartă cu incrustații asemănătoare celor care împodobesc porțile maramureșene („poarta jertfelor”), o femeie plantând o floare (simbolul reînnoirii), chipul unui ostaș, care impresionează prin masivitatea și trăsăturile sale aspre și un obelisc asemănător turlelor bisericilor maramureșene (simbolul flăcării veșnice). Pe acest obelisc este înscris următorul text: „Glorie ostașilor armatei romăne, căzuți în luptele pentru eliberarea patriei”. Monumentul este înscris la poziția nr. 304, cod SM-III-m-A-05382, în „Lista monumentelor istorice”, actualizată prin Ordinul ministrului Culturii si Cultelor nr. 2314/8 iulie 2004.